# Rubus pseudochingii
Rubus pseudochingii är en rosväxtart som beskrevs av N. Naruhashi och H. Masaki. Rubus pseudochingii ingår i släktet rubusar, och familjen rosväxter. Inga underarter finns listade i Catalogue of Life.